# Schulenburg
Schulenburg è un comune (city) degli Stati Uniti d'America della contea di Fayette nello Stato del Texas. La popolazione era di 2 852 abitanti al censimento del 2010. Nota per la sua cultura tedesca, Schulenburg ospita il Texas Polka Music Museum.

## Geografia fisica
Schulenburg è situata a 29°40′49″N 96°54′26″W (29.680320, −96.907138).
Secondo lo United States Census Bureau, la città ha una superficie totale di 6,48 km² ed è priva di acque interne.

## Storia

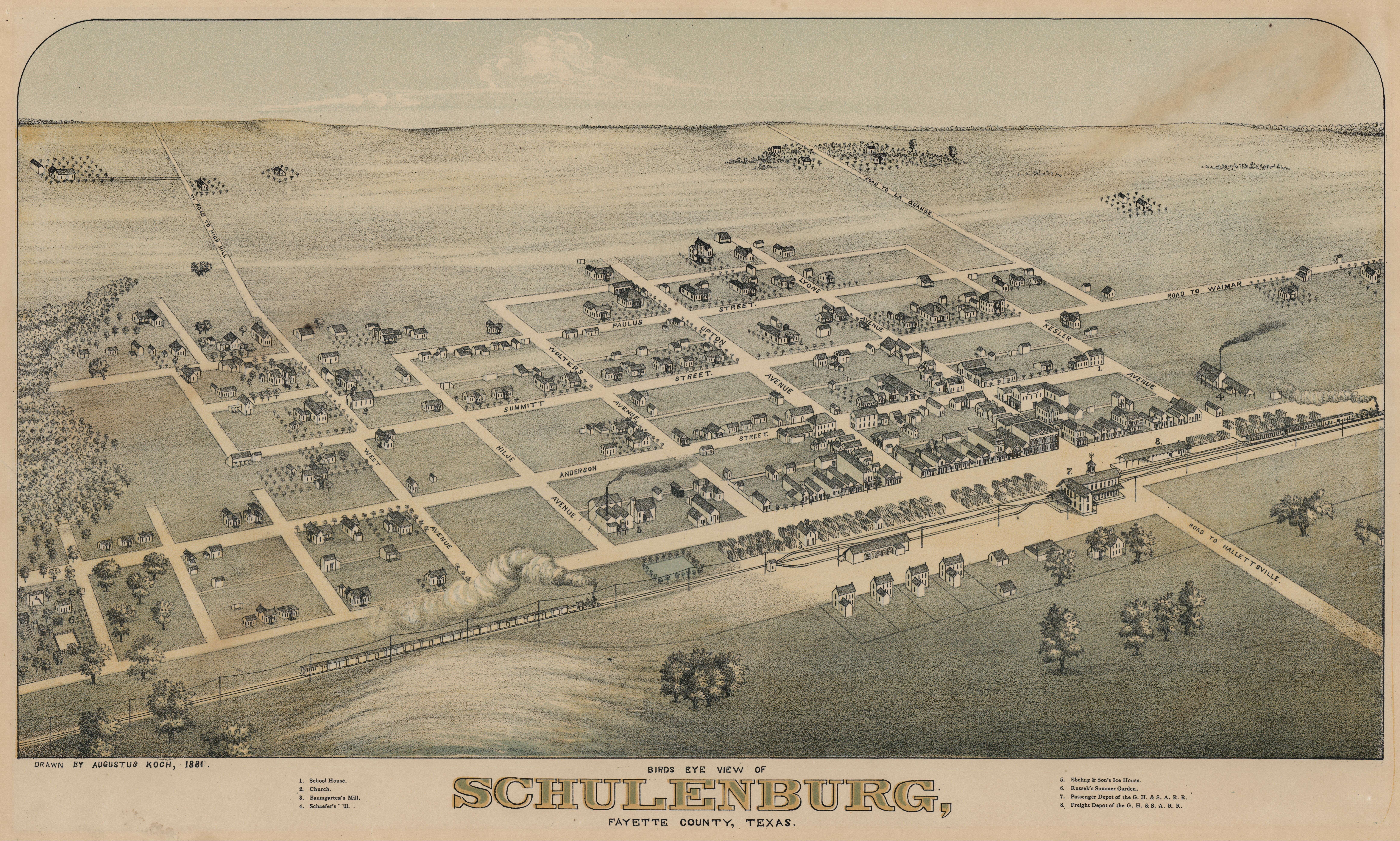
La mappa della città nel 1881

L'area fu colonizzata da tedeschi, austriaci e cechi nella metà del XIX secolo. Schulenburg venne fondata nel 1873.

## Società

### Evoluzione demografica
Secondo il censimento del 2010, la popolazione era di 2 852 abitanti.

### Etnie e minoranze straniere
Secondo il censimento del 2010, la composizione etnica della città era formata dal 69,04% di bianchi, il 16,02% di afroamericani, lo 0,95% di nativi americani, lo 0,32% di asiatici, lo 0% di oceanici, l'11,64% di altre razze, e il 2,03% di due o più etnie. Ispanici o latinos di qualunque razza erano il 23,56% della popolazione.